# Heart of the Alien
Heart of the Alien ist ein Videospiel, das 1994 ausschließlich für die Spielkonsole Sega Mega-CD erschien. Es enthielt eine Bonus-CD mit einer verbesserten Version des Vorgängers Another World. Im Gegensatz zum Vorgänger wurde Heart of the Alien für kein anderes System umgesetzt und konnte nicht an alte Erfolge anschließen.

## Handlung
Heart of the Alien ist seinem Vorgänger vom Gameplay und vom grafischen Stil her ähnlich und spielt direkt nach den Ereignissen von Another World. Es enthält wieder den „Alien-Freund“, der dem menschlichen Protagonisten durch das Original geholfen hat. Auf die Ereignisse des Vorgängers wird nur in der verlängerten Einführung Bezug genommen.
Die Story knüpft genau am Ende des ersten Teils an. Lesters Alien-Freund landet den Flugsaurier in den Ruinen seines Heimatdorfes, legt Lester zur Erholung in eine Hütte und läuft durch das Dorf, wobei er sich an seine Vergangenheit erinnert. Diese Sequenz enthält viele monochrome Rückblenden, die die bisherigen Ereignisse, die zur Gefangenschaft des Aliens und dessen sowie Lesters Entkommen aus dem Gefängnis darstellen.
Durch das gesamte Spiel hindurch sucht der Freund den rotäugigen Alien, der für die Zerstörung seines Dorfes und die Gefangennahme seiner Bewohner verantwortlich ist. Nachdem Lester genesen ist, hilft er seinem Freund bei dieser Aufgabe. Am Ende werden alle Gefangenen befreit, die Festung niedergebrannt, allerdings stirbt Lester dabei und wird feuerbestattet.

## Spielprinzip und Technik
Der Alien-Freund steuert sich größtenteils ähnlich wie Lester im ersten Teil. Er hat einige neue Bewegungen, die durch seine mächtige Energiepeitsche möglich sind. Zum Beispiel kann er sich von Stalaktiten oder ähnlichen Objekten schwingen und sein Schild wird sofort aufgebaut, im Gegensatz zu Lesters Schild, das ein paar Sekunden aufladen muss, bevor es einsatzbereit ist.

## Entwicklungs- und Veröffentlichungsgeschichte
Éric Chahi, der Schöpfer von Another World, hatte ursprünglich keine Fortsetzung geplant. Erst auf Druck von Interplay entstand Heart of the Alien. Hierbei handelte es sich jedoch nicht um eine Fortsetzung im klassischen Sinne, sondern um einen anderen Blickwinkel auf die Geschichte aus Another World. Laut Chahi sei es „viel interessanter, das Originalspiel aus der Sicht der Aliens noch einmal zu spielen, als eine Fortsetzung herauszubringen“. Jedoch wurde das Spiel dann allein von Interplay entwickelt und laut Chahi konnten sowohl die Animationen als auch das ganze Spiel die Erwartungen nicht erfüllen.
Der Quelltext von Heart of the Alien wurde 2004 von Gil Megdish durch Reverse Engineering extrahiert. Dieses Projekt namens Heart of The Alien Redux wird auf SourceForge gehostet. Basierend auf Heart of The Alien Redux wurde auch eine Symbian-Portierung entwickelt.

## Rezeption
Mega Fun bemängelte vor allem den viel zu hohen Schwierigkeitsgrad, der den bereits hohen des Vorgängers nochmals übertrifft und dabei für Frustration bei dem Spieler sorgt. Positiv hervorgehoben wurde die ausgeklügelte Handlung. Für Video Games ist die unpräzise Steuerung gewöhnungsbedürftig. Lobend erwähnt wurde der Soundtrack, der in CD-Qualität mitgeliefert wird.